# توم آدامز
توم آدامز (بالإنجليزية: Tom Adams)‏ هو ممثل بريطاني، ولد في 9 مارس 1938 بلندن في المملكة المتحدة، وتوفي في 11 ديسمبر 2014 بسلاو في المملكة المتحدة بسبب سرطان.

## وصلات خارجية
- توم آدامز على موقع IMDb (الإنجليزية)
- توم آدامز على موقع قاعدة بيانات الفيلم (الإنجليزية)